# Eugen Küstner
Wilhelm Eugen Küstner (* 25. September 1821 in Trossin; † 6. März 1894 in Plauen bei Dresden) war ein sächsischer Arzt und Politiker.

## Leben
Küstner wurde 1821 in Trossin als Sohn des Rittergutsbesitzers Christian Wilhelm Küstner und dessen Ehefrau Erdmuthe Friederike geborene Bucher geboren. Er studierte Medizin und wurde 1844 an der Universität Halle zur Thematik De circumvolutionibus funiculi umbilicalis zum Dr. med. promoviert. Er war der erste Arzt, der sich in Löbtau niederließ und machte sich vor allem mit der Bekämpfung der Cholera- und Typhus-Epidemie in Löbtau und Gorbitz verdient.
Er war Domherr, zuletzt Kustos und Subsenior des Kollegiatstiftes Wurzen. Als dessen Vertreter gehörte er ab dem Landtag 1885/86 bis zum Landtag 1891/92 der I. Kammer des Sächsischen Landtags an.
Küstner war mit Lucie Wanda Maria geborene Guhrauer verheiratet. Er starb im März 1894 im Alter von 74 Jahren und wurde auf dem Annenfriedhof beerdigt.